# Slot Buldern
Slot Buldern is een kasteel in het Duitse Buldern, in de gemeente Dülmen in de deelstaat Noordrijn-Westfalen in het westen van het land. Het oorspronkelijke herenhuis wordt tegenwoordig als internaat gebruikt.

## Geschiedenis
In de middeleeuwen was de zetel van de familie van Buldern in de kern van het dorp, maar in de 16e eeuw werd deze verplaatst naar dit kasteel. Na verschillende eigenaren kwam het slot uiteindelijk in de 18e eeuw in handen van de familie van Romberg. In het begin van de 19e eeuw werd het sterk uitgebreid onder deze familie. Ook de baron Gisbert von Romberg was eigenaar van het kasteel.